# Eritrosina
L'eritrosina o E127, nella codifica europea degli additivi alimentari, è un colorante rosso, che appartiene alla classe chimica degli organoioduri, in particolare è il sale disodico della 2,4,5,7-tetraiodiofluoresceina.
Presenta un massimo di assorbanza a 526 nm e in soluzione acquosa è soggetta a fotodegradazione.

## Usi
L'eritrosina viene comunemente usata come:
- colorante alimentare
- colorante per farmaci
- inchiostro per stampa
- colorante per matrici biologiche
- agente rivelatore della placca dentaria
- mezzo di contrasto in quanto radio-opaco
- catalizzatore per reazioni di ossido-riduzione

## Effetti sulla salute
In seguito agli studi iniziati negli anni settanta del XX secolo, nel 1990 la Food and Drugs Administration statunitense mise al bando, parzialmente, l'eritrosina, in quanto alcuni studi indicavano una correlazione tra una sua assunzione ad alte dosi e l'insorgenza di tumore nei ratti; in particolare le ricerche concludevano che "una ingestione cronica di eritrosina può promuovere la formazione di tumori tiroidei in ratti stimolati in maniera continuativa con TSH".
Una serie di studi tossicologici scongiurò il pericolo della genotossicità dell'eritrosina e qualsiasi aumento di rischio di tumore è da ricercarsi in cause non genotossiche.
Nel giugno del 2008 un'associazione no-profit di consumatori americana (la Center for Science in the Public Interest) presentò una petizione all'FDA per chiedere il bando totale della molecola, senza successo.
È stata definitivamente vietata negli Stati Uniti il 16 Gennaio 2025 dalla FDA.